# −2
−2(마이너스 이, 음의 이)는 −3보다 크고 −1보다 작은 음의 정수이다. −2의 절댓값과 반수는 2이며, −2의 역수는 분수로는 −1/2이고, 소수로는 -0.5이다.